# 長田博孝
長田 博孝 （ながた ひろたか、1923年〈大正12年〉4月21日 - 2015年〈平成27年〉1月8日）は、日本の銀行家。三菱銀行（現・三菱UFJ銀行）取締役。

## 人物
鳥取県出身。三菱化工機社長・長田清治郎の二男。祖父は鳥取市本町4丁目で呉服太物商を営む長田幾蔵。1948年、東京大学法学部政治学科卒業。
三菱銀行に入り本店貸付課長代理、桜橋支店副長調査部調査役業務第二部業務第一課長、本店貸付第一課長を経て1966年に有楽町支店長。1977年、取締役。1980年、常任監査役。
2015年1月8日、腎不全のため死去した。鳥取市在籍で、住所は東京都世田谷区駒沢2丁目。

## 家族・親族
長田家
- 妻（鳥取、坂口平兵衛の二女、1931年 - ）[2][4]
- 長女[2]
- 二女[2]

親戚
- 義父・二代目坂口平兵衛[4]（坂口合名会社代表社員会長、米子商工会議所名誉会頭）